# Lena Headey
Lena Kathren Headey (n. 3 octombrie 1973, Hamilton, Bermuda) este o actriță engleză.
La vârsta de 17 ani a atras atenția unui agent care i-a făcut fotografii și a invitat-o la o audiție.
A obținut roluri secundare în filmele Waterland , The Remains of the Day (Rămășițele zilei), The Jungle Book (Cartea Junglei), Onegin, Aberdeen,  Frații Grimm, și 300 (2007)

## Filmografie

### Cinema
- 1992 Waterland, regia Stephen Gyllenhaal : Mary, tânără
- 1993 The Summer House : Margaret
- 1993 Rămășițele zilei (The Remains of the Day), regia James Ivory : Lizzie
- 1993 Century(Century), regia Stephen Poliakoff : Miriam
- 1994 Cartea junglei (The Jungle Book), regia Stephen Sommers : Katherine 'Kitty' Brydon
- 1995 The Grotesque, regia Cleo Coal
- 1997 Face, regia Antonia Bird : Conni
- 1998 Man with Rain in His Shoes, regia Maria Ripoll : Sylvia Weld
- 1997 Mrs Dalloway, regia Marleen Gorris : Sally, tânără
- 1999 Inside-Out : decoratoarea de vitrină (film scurt)
- 1999 Onegin, regia Martha Fiennes : Olga
- 2000 Ropewalk, regia Matt Brown : Allison
- 2000 Gossip, regia Davis Guggenheim : Cathy Jones
- 2000 Aberdeen, regia Hans Petter Moland : Kaisa
- 2001 The Parole Officer, regia John Duigan : Emma
- 2002 Anazapta, regia Alberto Sciamma : Lady Matilda Mellerby
- 2002 Possession, regia Neil LaBute : Blanche Glover
- 2002 Ripley's Game, regia Liliana Cavani : Sarah Trevanny
- 2003 Actors, regia Conor McPherson : Dolores
- 2003 No Verbal Response, regia Helena Smith : Dr. Megan Pillay (film scurt)
- 2005 Frații Grimm (The Brothers Grimm), regia Terry Gilliam : Angelika
- 2005 The Cave (The Cave), regia Bruce Hunt : Dr. Kathryn Jennings
- 2005 Round About Five : prietena (film scurt)
- 2005 Imagine Me & You, regia Ol Parker : Luce
- 2006 Vacancy : Pam Bishop (film scurt)
- 2007 300 - Eroii de la Termopile, regia Zack Snyder : Queen Gorgo
- 2007 The Contractor, regia Josef Rusnak : Annette Ballard (video)
- 2007 St Trinian's : Miss Dickinson
- 2008 The Broken : Gina McVey
- 2008 Baronul roșu (The Red Baron) : Käte Otersdorf
- 2008 Whore : Mom
- 2009 The Devil's Wedding : The Devil's Bride (film scurt)
- 2009 Laid to Rest : Cindy
- 2009 Tell Tale : Elizabeth Clemson
- 2010 Pete Smalls Is Dead : Shannah
- 2012 Dredd : Madeline 'Ma-Ma' Madrigal
- 2013 The Purge. Noaptea judecății : Mary Sandin
- 2013 The Mortal Instruments: City of Bones : Jocelyn Fray
- 2014 The Adventurer: The Curse of the Midas Box : Monica
- 2014 Low Down : Sheila Albany
- 2014 300 - Ascensiunea unui imperiu : Queen Gorgo
- 2014 Zipper : TBA (Post-production)

### Televiziune
| An        | Film                                    | Rol                  | Notes                                              |
| --------- | --------------------------------------- | -------------------- | -------------------------------------------------- |
| 1993      | Screen Two                              | Margaret             | Episode: "The Clothes in the Wardrobe"             |
| 1993      | Spender                                 | Emily Goodman        | 2 episoade                                         |
| 1993      | How We Used To Live                     | Grace Palmer         | 3 episoade                                         |
| 1993      | Soldier Soldier                         | Shenna Bowles        | 3 episoade                                         |
| 1994      | Fair Game                               | Ellie                | TV film                                            |
| 1994      | MacGyver: Trail to Doomsday             | Elise Moran          | TV film                                            |
| 1995      | Devil's Advocate                        | Clare Rigby          | TV film                                            |
| 1995      | Loved Up                                | Sarah                | film TV                                            |
| 1996      | Ballykissangel                          | Jenny Clark          | Episode: "The Things We Do for Love"               |
| 1996–1997 | Band of Gold                            | Colette              | 8 episoade                                         |
| 1997      | Kavanagh QC                             | Natasha Jackson      | Episod: "Diplomatic Baggage"                       |
| 1997      | The Hunger                              | Steph Reynolds       | Episod: "Ménage à Trois"                           |
| 1998      | Merlin                                  | Queen Guinevere      | miniserial TV                                      |
| 2002      | The Gathering Storm                     | Ava Wigram           | Film TV                                            |
| 2004      | The Long Firm                           | Ruby Ryder           | 2 episoade                                         |
| 2006      | Ultra                                   | Penny / Ultra        | Episod pilot                                       |
| 2008–2009 | Terminator: The Sarah Connor Chronicles | Sarah Connor         | 31 episoade                                        |
| 2009      | The Super Hero Squad Show               | Black Widow Mystique | Voice Episode: "Deadly Is the Black Widow's Bite!" |
| 2011      | White Collar                            | Sally                | Episod: "Taking Account"                           |
| 2011–2019 | Game of Thrones                         | Cersei Lannister     | 62 episoade                                        |

### Jocuri video
| An   | Titlu      | Rol                     | Notes |
| ---- | ---------- | ----------------------- | ----- |
| 2009 | Risen      | Patty Cathy Jasmin Lily | Voce  |
| 2012 | Dishonored | Callista Curnow         | Voce  |

## Premii și nominalizări
| An   | Premiu                                                     | Categorie                                                  | Operă                                   | Premiu       |
| ---- | ---------------------------------------------------------- | ---------------------------------------------------------- | --------------------------------------- | ------------ |
| 2001 | Silver Iris Award (at the Brussels European Film Festival) | Cea mai bună actriță                                       | Aberdeen                                | Câștigat     |
| 2003 | Premiul Chlotrudis                                         | Premiul Chlotrudis Cea mai bună actriță                    | Aberdeen                                | Nominalizare |
| 2007 | MTV Movie Awards                                           | Best Breakthrough Performance                              | 300                                     | Nominalizare |
| 2007 | Premiul Teen Choice                                        | Choice Movie Actress: Action Adventure                     | 300                                     | Nominalizare |
| 2008 | Premiul Saturn                                             | Premiul Saturn pentru cea mai bună actriță în rol secundar | 300                                     | Nominalizare |
| 2008 | Premiul Saturn                                             | Premiul Saturn                                             | Terminator: The Sarah Connor Chronicles | Nominalizare |
| 2008 | Premiul SFX                                                | Cea mai bună actriță de televiziune                        | Terminator: The Sarah Connor Chronicles | Nominalizare |
| 2009 | Premiul Saturn                                             | Premiul Saturn pentru cea mai bună actriță de televiziune  | Terminator: The Sarah Connor Chronicles | Nominalizare |
| 2011 | Premiul Scream                                             | Cea mai bună actriță de film Fantasy                       | Game of Thrones                         | Nominalizare |